# Strzaliny koło Tuczna
Strzaliny koło Tuczna este o arie protejată (sit de importanță comunitară — SCI) din Polonia întinsă pe o suprafață de 17,4 ha, integral pe uscat.

## Localizare
Centrul sitului Strzaliny koło Tuczna este situat la coordonatele 53°11′05″N 16°13′07″E / 53.1846°N 16.2185°E.

## Înființare
Situl Strzaliny koło Tuczna a fost declarat sit de importanță comunitară în septembrie 2006 pentru a proteja 2 specii de animale.

## Biodiversitate
Situată în ecoregiunea continentală, aria protejată nu include niciun habitat protejat.
La baza desemnării sitului se află mai multe specii protejate de  mamifere (2): liliac cu urechi mari (Myotis bechsteinii), liliac comun (Myotis myotis).